# فرانسيس ريتش
فرانسيس ريتش (بالإنجليزية: Frances Rich)‏ هي نحّاتة وممثلة أمريكية، ولدت في 8 يناير 1910 في سبوكين في الولايات المتحدة، وتوفيت في 14 أكتوبر 2007 في بايسون في الولايات المتحدة.

## وصلات خارجية
- فرانسيس ريتش على موقع IMDb (الإنجليزية)
- فرانسيس ريتش على موقع روتن توميتوز (الإنجليزية)
- فرانسيس ريتش على موقع قاعدة بيانات الفيلم (الإنجليزية)